# Anne Isabella Byron
Anne Isabella Noel Byron, nascuda Anne Isabella Milbanke, XIX Baronessa Wentworth i Baronessa Byron (Comtat de Durham, 17 de maig de 1792 – Londres, 16 de maig de 1860) va ser una poeta, matemàtica i activista social, especialment en la lluita contra l'esclavitud. És la mare d'Ada Lovelace, filla que va tenir amb Lord Byron, amb qui va estar casada un any.
Amb classes particulars va assolir una formació equivalent a la impartida a la Universitat de Cambridge, interessant-se especialment per les matemàtiques i guanyant-se el malnom de "princesa dels paral·lelograms".
Lady Byron es va dedicar a l'activisme polític i social, lluitant per a la reforma de les presons i l'abolicionisme entre d'altres afanys. L'any 1840 va participar en la Conferència Mundial Antiesclavista.

## Nom
Els cognoms d'Anne Isabella tenen una història particularment complexa. Va nàixer a Londres com a Anne Isabella Milbanke, única filla de Sir Ralph Milbanke, VI Baronet, i la seua muller, l'Honorable Lady [Judith] Milbanke, germana de Thomas Noel, Lord Wentworth. En morir Lord Wentworth, pocs mesos després del casament d'Anne Isabella amb Lord Byron, son pare, que va heretar gran part del patrimoni del seu cunyat, va canviar-se el nom pel de Sir Ralph Noel. Quan va morir la mare d'Anne Isabella, ella i el seu marit també es van canviar el cognom pel de Noel. Es tractava d'una condició per a rebre l'herència. Sa mare havia escrit una carta al Príncep Regent, demanant-li que fera a la seua filla "Lady Wentworth", perquè els seus pares no volien que fos coneguda com a "Byron".
Així que primer fou Anne Isabella, Baronessa Byron o Lady Byron, i després Anne Isabella Noel, Baronessa Byron. El seu oncle havia estat tant vescomte com baró Wentworth, i aquests títols van ser objecte d'herència separada: el vescomtat es va extingir i la baronia va quedar en suspens, disputant-se entre sa mare i el seu cosí Nathaniel Curzon, III Baró Scarsdale. En morir Curzon sense hereus l'any 1856, la Baronessa Byron esdevingué Baronessa Wentworth per propi dret, com a única reclamant; però no va utilitzar el títol. Signava les cartes com "A. I. Noel Byron" i el seu testament com "Baronessa Noel-Byron". El món la va conèixer com "Lady Byron" i els seus amics l'anomenaven "Annabella".

## Joventut

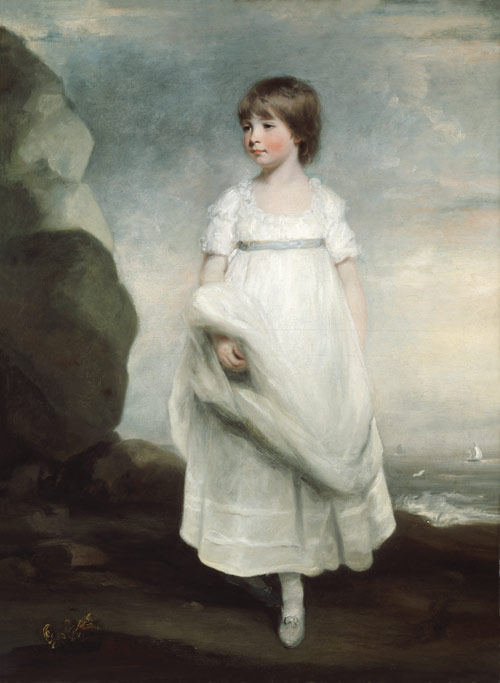
Anne Milbanke cap a l'any 1800

Annabella va ser una xiqueta molt dotada. Per cultivar la seua conspícua intel·ligència, els seus pares van contractar com a tutor un antic professor de la Universitat de Cambridge, de nom William Frend. Sota la seua direcció, l'educació d'Annabella es va estructurar de manera molt semblant a la d'un estudiant de Cambridge; literatura clàssica, filosofia, ciències naturals i matemàtiques, disciplina en què es va mostrar particularment interessada. Aquesta fascinació va fer que Lord Byron li posara el sobrenom de "princesa dels paral·lelograms".
Anne Isabella Noel esdevingué una dona estricta, religiosa i amb uns sòlids principis morals. Era conscient del seu intel·lecte privilegiat i no es va avergonyir de mostrar-lo en el seu cercle social. Sovint considerada freda i puritana, semblava ser un partit poc adequat per a l'home que acabaria obsedint-la, el sinistre i "immoral" poeta Lord Byron. El seu primer encontre va tenir lloc al març de 1812. Després ella confessaria a sa mare que tot i que mai no gosaria presentar-se a Byron ella mateixa, sí que acceptaria ser presentada si es donara l'ocasió.
Tot i que la popularitat de Byron estava creixent després de l'èxit de la seua obra El pelegrinatge de Childe Harold, Annabella rebutjava contínuament les seues atencions. Menyspreat, Byron es va proposar conquistar-la, i a l'octubre de 1812 li va proposar matrimoni. En resposta, Annabella va escriure un resum del caràcter del seu pretendent i tres dies després va refusar la proposició. No obstant això, tots dos mostraven un interès creixent per l'altre.
L'agost de 1813 Annabella va escriure a Byron per primera vegada. Va continuar escrivint-li durant l'any següent, de vegades oferint-li adhesió i suport durant una època en què l'opinió pública no era favorable al poeta, d'altres descrivint el "lligam imperfecte" que ella sentia amb relació a ell. Durant aquesta època, Byron va acceptar una invitació de Sir Ralph Milbanke per visitar Seaham Hall, la casa familiar al comtat de Durham.

## Matrimoni

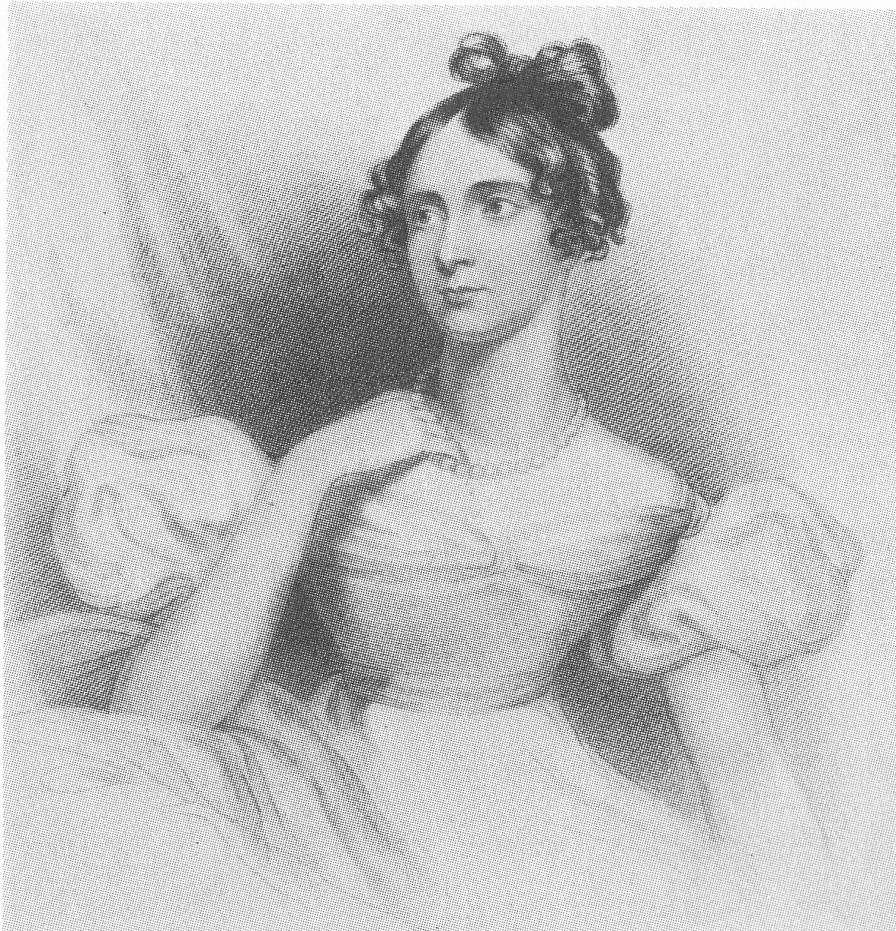
Retrat de 1813 ó 1815

Quan Lord Byron va proposar matrimoni per segona vegada a Noel, al setembre de 1814, ella va acceptar. La parella es va casar en privat i per llicència especial a Seaham Hall, comtat de Durham, el 2 de gener de 1815 (el rector que va oficiar la cerimònia fou un cosí il·legítim de la núvia, el Rev. Thomas Noel de Kirkby Mallory, fill natural de l'oncle d'Annabella, el vescomte Wentworth). La jove parella es va instal·lar a una casa de Piccadilly Terrace, Londres.
Byron es trobava en dificultats financeres extremes. Havia rebutjat les quantitats que li oferien per les seues obres, en estimar que eren insuficients. Tenia dificultats per vendre les seues propietats a Newstead Abbey i a Rochdale per cancel·lar els seus deutes. Durant l'estiu de 1815 va començar a descarregar la seua ira i la seua hostilitat en la seua muller. Es trobava atribulat i va començar a beure molt. En una carta a la seua germanastra, Augusta Leigh, va confessar que sospitava que la seua muller havia forçat el pany del seu escriptori i hi havia escorcollat. A finals d'any va iniciar una aventura amb Susan Boyce, una corista de Londres.
Lady Byron estava cada vegada més molesta. En les últimes setmanes del seu embaràs va arribar a témer que Byron s'hagués tornat boig. El novembre de 1815 va escriure a Leigh i li parlà del capteniment i de l'estat d'ànim del seu marit. En resposta a la carta de la seua cunyada, Leigh va presentar-se a casa dels Byron disposada a ajudar. Des de la seua arribada es convertí en objecte de la ira de Byron, i també va arribar a creure que el seu germà patia una crisi de bogeria. El 10 de desembre, Lady Byron va donar a llum l'única filla de la parella, una nena a la qual va posar-li el nom d'Ada. La desesperació de Byron augmentava dia rere dia.

## Separació
El gener de 1816, quan els Byron complien el seu primer aniversari, Lord Byron va suggerir vendre la casa de Piccadilly Terrace. Va demanar a la seua muller que se n'anara temporalment a casa dels seus pares amb el nadó, fins que ell redreçara les seues finances. Sense fer cas, Annabella va demanar consell mèdic, perquè estava convençuda que el seu marit s'havia tornat boig. Va sol·licitar la visita d'un metge a sa casa, perquè reconeguera el seu marit. Byron no sospitava el vertader objectiu de la visita. El doctor va recomanar a Annabella que fes el que Byron volia, i que se n'anara a casa dels seus pares.
Lady Byron inicià l'elaboració d'una detallada documentació sobre el capteniment i l'estat d'ànim de Byron, així com de les coses que deia. Es va posar en contacte amb el seu advocat i amic John Hanson i li va transmetre que estava preocupada per si Byron se suïcidava. També va proporcionar-li un fullet sobre la hidrocefàlia, acompanyat d'unes anotacions seues que suggerien que Byron podia estar patint aquesta malaltia. Després d'aquesta entrevista, Lady Byron va agafar la seua filla i se'n va anar a casa dels seus pares a Kirkby Mallory, Leicestershire. Mai més tornaria a veure Byron.

## Vida posterior

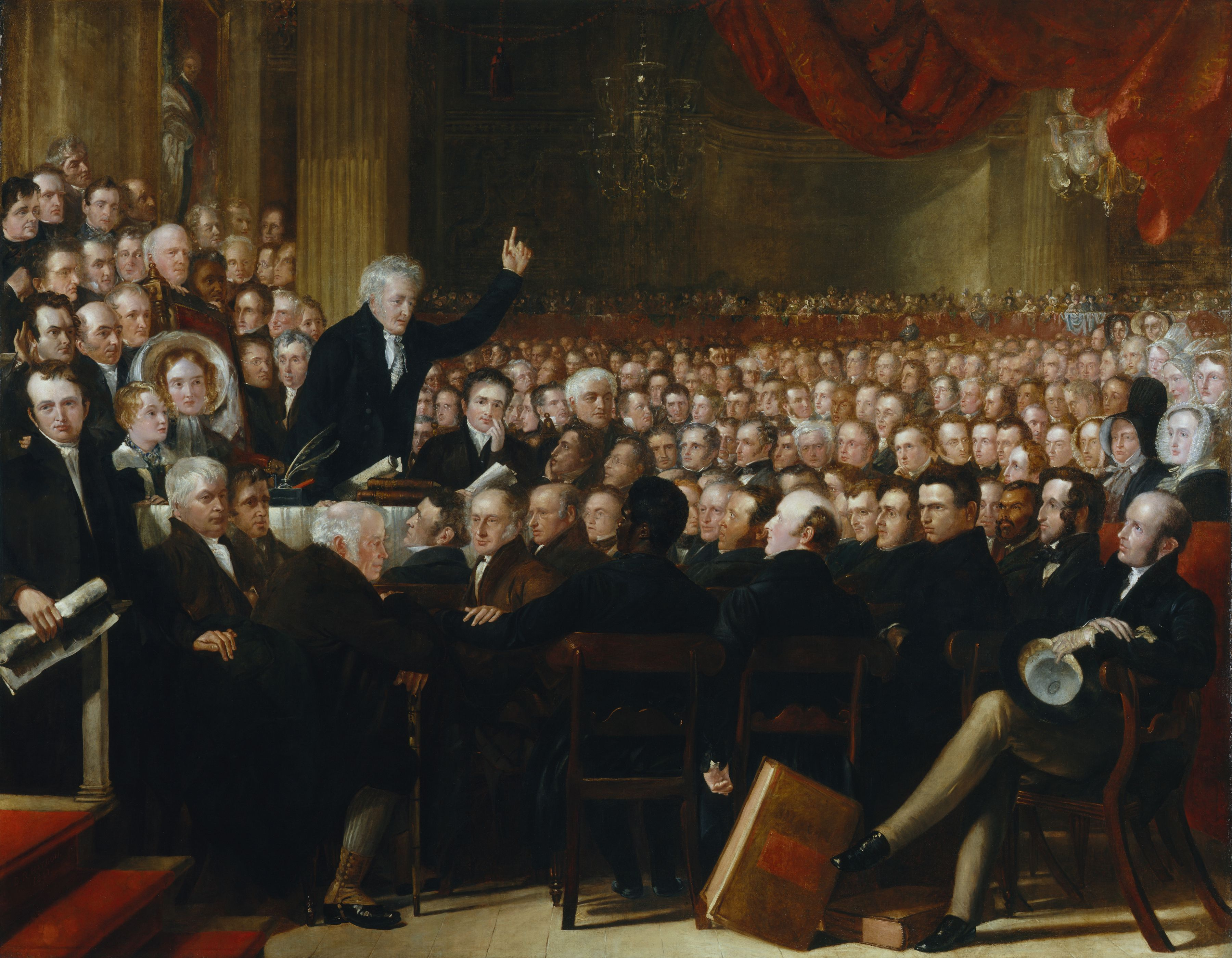
Convenció Antiesclavista de 1840: Lady Byron és la tercera dona de la segona fila, començant a comptar des de l'exterm dret.

Durant el primer mes que va passar a Kirkby Mallory, Lady Byron va escriure a Byron afectuosament, tot adreçant-se a ell com "dearest Duck" ("estimat ànec"). Sa mare també li va escriure i el va invitar a visitar-los. No obstant això, ben aviat la principal preocupació dels pares d'Annabella esdevingué la seua filla, i van haver de buscar assessorament legal. El seu advocat els va recomanar una separació legal i va enviar una carta a Byron proposant-li-ho. Augusta, que havia romàs amb Byron a Piccadilly Terrace des de la partida de la seua muller, va interceptar la carta, perquè temia que Byron se suïcidaria si arribara a saber les intencions de la seua muller. Va tornar la carta a Kirkby Mallory i va comunicar la seua opinió: que el matrimoni dels Byron requeria una anàlisi més assossegada. No obstant això, una setmana després un missatger portava novament la proposta a Byron.
Aquesta vegada la proposta li va arribar però va negar-se a creure que Lady Byron ja no volia continuar casada amb ell. Va demanar a Augusta que escriguera a la seua muller; a més, va refusar de trencar el matrimoni. Poc temps després, quan Lady Byron va fer paleses les seues sospites sobre el fet que Byron mantenia una relació incestuosa amb la seua germanastra Augusta, ell va canviar d'opinió. Va acceptar concedir a Lady Byron la separació si provava que la petició era genuïnament seua, i no forçada pels seus pares. En resposta, Lady Byron va comunicar personalment els seus sentiments a Leigh. Byron va mantenir la seua paraula i la separació legal es va oficialitzar al març de 1816 mitjançant una declaració privada.
Després de l'acord, Leigh va escriure a Lady Byron; però només va obtenir una resposta del seu advocat. Byron estava enfurismat amb el tractament tan fred que havia rebut la seua germanastra. Poc després de la dissolució del seu matrimoni, Byron va abandonar Anglaterra i va viure la resta de la seua vida a l'estranger.
Tot i que va voler separar-se d'ell, Anabella va estar obsessionada amb Byron tota la vida. Havia intentat salvar la seua ànima i assegurar-li un lloc al cel. En els anys posteriors a la separació arribaria a creure que el temps que havia passat en companyia d'ell garantirien que Déu acolliria Byron en el moment de la seua mort. Va guardar les seues cartes, còpies de les que ella li va escriure i cartes que parlaven d'ell. Amb molta cura va documentar la seua relació, suposadament per estar preparada davant d'una eventual reclamació de la custòdia d'Ada; cosa que ell mai no va fer.

## Filla

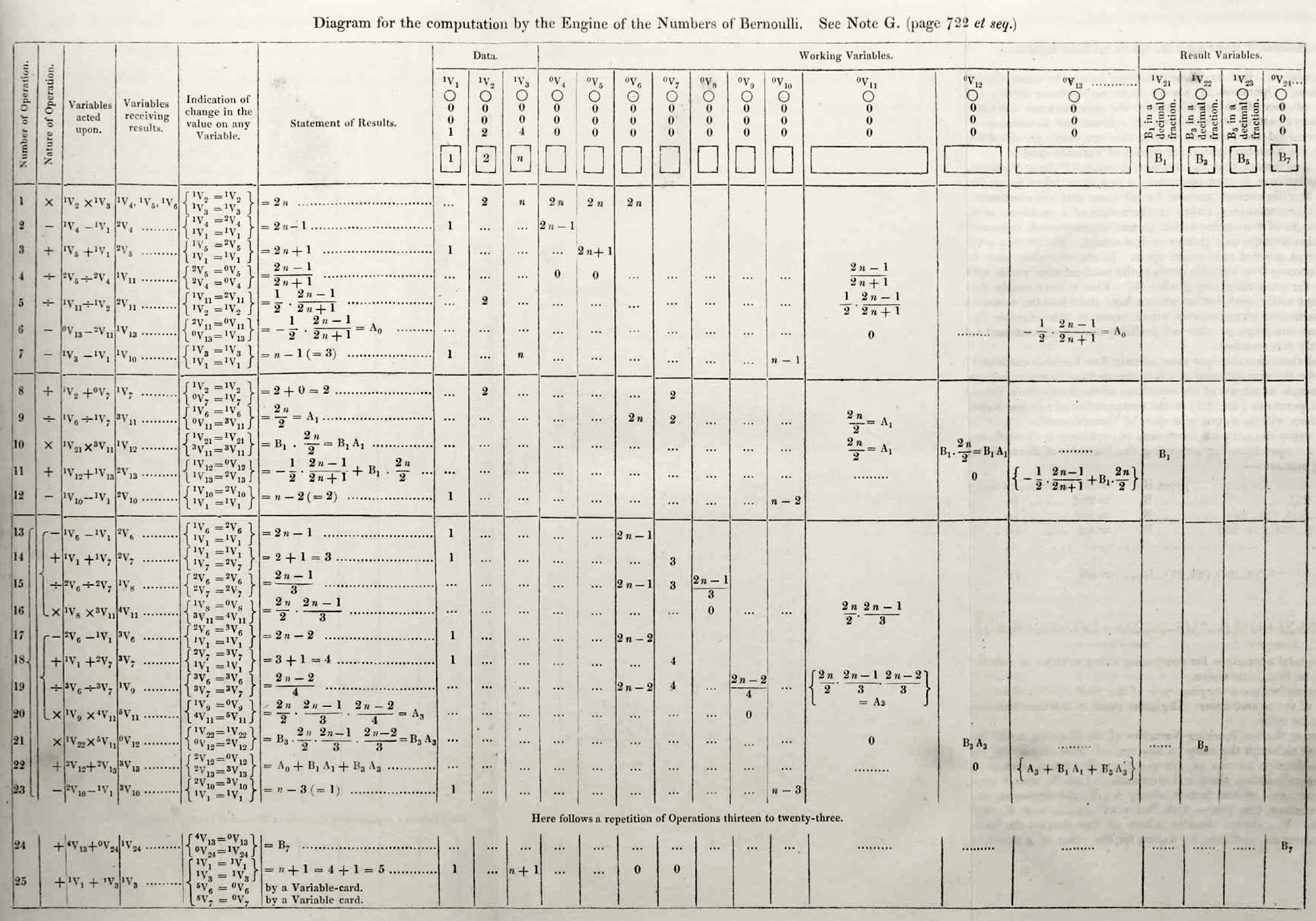
Diagrama de l'algoritme de càlcul dels nombres de Bernouilli, d'Ada Lovelace

A mesura que Ada Lovelace creixia, Lady Byron temia que haguera heretat el capteniment i la personalitat de son pare. Va fer que estudiara ciències naturals i matemàtiques, i la va apartar dels estudis literaris. Malgrat els grans esforços que va desplegar, finalment tot va ser debades: Ada Lovelace va desenvolupar moltes de les qualitats rebels de son pare.
Es va casar als dinou anys, va tenir tres fills i va acumular importants deutes de joc abans de morir de càncer el 27 de novembre de 1852. Lady Byron va estar present al llit de mort de la seua filla, i va prohibir que se li subministraren opiacis per por que ennuvolaren el seu enteniment i li impediren penedir-se dels seus pecats. Ada Lovelace, la primera persona en crear un llenguatge algorítmic i en imaginar els ordinadors tal com els veiem ara, va morir amb trenta-sis anys, la mateixa edat a la qual va morir son pare, Lord Byron.

## Mort

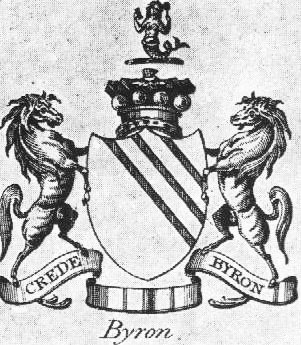
Escut d'armes de la casa Byron

Poc abans de morir va compartir la història del seu matrimoni a la també activista abolicionista Harriet Beecher Stowe, que la publicà l'any 1869. Aquest fet gairebé va destruir la reputació de Lord Byron. Era la primera vegada que es publicaven sospites de la possible relació incestuosa de Byron amb la seua germanastra.
Lady Byron va morir de càncer de mama el 16 de maig de 1860, un dia abans de complir 68 anys. Va ser enterrada al cementeri de Kensal Green, Londres. La baronia de Lady Byron va ser heretada pel seu net Byron King-Noel.